# Јошавица (Петриња)
Јошавица је насељено место у саставу града Петриње, у Банији, Република Хрватска.

## Историја
Јошавица се од распада Југославије до августа 1995. године налазила у Републици Српској Крајини.

## Култура
Српски православни храм Светог Ђорђа саграђен је у селу средином 19. века. Највероватније је изграђен на месту раније цркве брвнаре. Тешко је оштећен током Другог светског рата, а обновљен је 1968. године. Поново је оштећен у августу 1995. године, када је гранатиран од стране Хрватске војске.

## Становништво
На попису становништва 2011. године, Јошавица је имала 84 становника.

## Попис 1991.
На попису становништва 1991. године, насељено место Јошавица је имало 432 становника, следећег националног састава:
| Попис 1991.‍  | Попис 1991.‍  | Попис 1991.‍ | Попис 1991.‍ | Попис 1991.‍ |
| ------------ | ------------ | ----------- | ----------- | ----------- |
|              |              |             |             |             |
| Срби         | Срби         |             | 425         | 98,37%      |
| Муслимани    | Муслимани    |             | 1           | 0,23%       |
| Хрвати       | Хрвати       |             | 1           | 0,23%       |
| регион. опр. | регион. опр. |             | 1           | 0,23%       |
| непознато    | непознато    |             | 4           | 0,92%       |
| укупно: 432  |              |             |             |             |

## Знамените личности
- Живко Јузбашић (1924–2015), антифашиста и партизански борац, политичар